# Stazione di Chōjabaru
La stazione di Chōjabaru (長者原駅?, Chōjabaru-eki) è una stazione ferroviaria situata nella cittadina di Kasuya, nel distretto omonimo della prefettura di Fukuoka, lungo la linea Sasaguri e la linea Kashii della JR Kyushu.

## Linee e servizi ferroviari
JR Kyushu
■ Linea Fukuhoku-Yutaka (servizio ferroviario)
■ Linea Sasaguri
■ Linea Kashii

## Struttura
La stazione è costituita da una sezione su viadotto, a singolo binario per la linea Kashii, e una a doppio binario in superficie per la linea Sasaguri. 
Nel fabbricato viaggiatori sono presenti tornelli di accesso automatici con supporto alla bigliettazione elettronica Sugoca e compatibili, oltre a ascensori, servizi igienici e biglietteria presenziata e automatica.
| 1 | ■ Linea Fukuhoku-Yutaka | per Keisen, Shin-Iizuka e Nōgata |
| 2 | ■ Linea Fukuhoku-Yutaka | per Hakata                       |
| 3 | ■ Linea Kashii          | per Kashii, Wajiro e Saitozaki   |
| 3 | ■ Linea Kashii          | per Sue, Shimbaru e Umi          |

## Stazioni adiacenti
| «                     | Servizio              | »                     |
| Linea Fukuhoku Yutaka | Linea Fukuhoku Yutaka | Linea Fukuhoku Yutaka |
| --------------------- | --------------------- | --------------------- |
| Kadomatsu             | Locale                | Harumachi             |
| Sasaguri              | Rapido                | Yusu                  |
| Linea Kashii          |                       |                       |
| Iga                   | Locale                | Sakado                |